# 紅吼猴
紅吼猴（學名：Alouatta seniculus）是南美洲的一種吼猴。牠們分佈在委內瑞拉、哥倫比亞、厄瓜多爾、秘魯、玻利維亞及巴西的亞瑪遜盆地西部。在玻利維亞聖克魯斯省的群落於1985年被認為是獨立的物種，稱為帚吼猴；而近年亦認為在南美洲東北部及千里達的群落是獨立的Alouatta macconnelli。

## 特徵

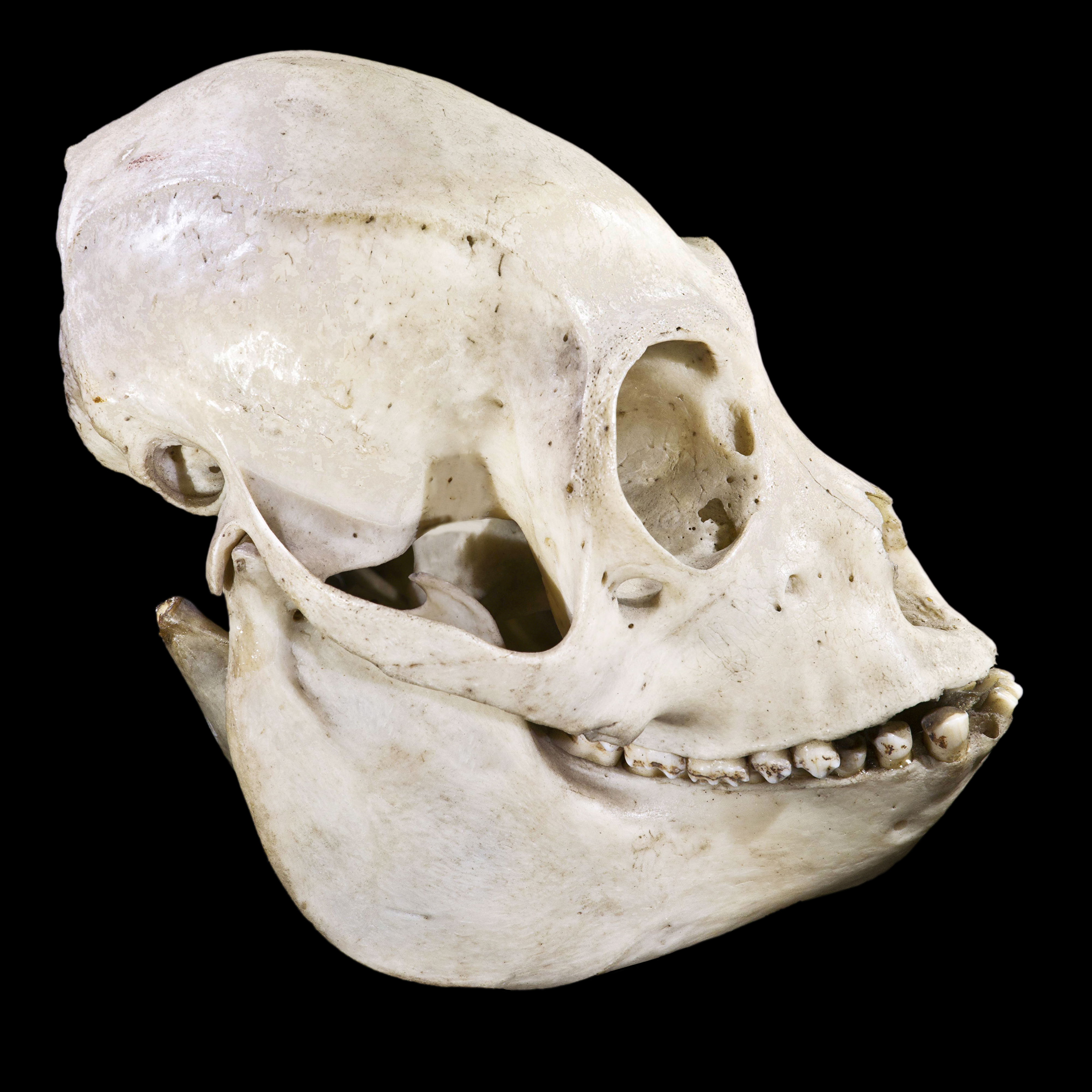
头骨

紅吼猴有些許的兩性異形。雄猴長49-72厘米，雌猴長46-57厘米。雄猴重5.4-9公斤，雌猴則重4.2-7公斤。牠們的捲纏尾可以抓住東西，長約49-75厘米。尾巴上有毛，但最末的底部卻沒有毛，方便抓住東西。雄猴及雌猴都是呈深紅褐色，但隨著年紀會褪色。面部周圍有毛，鼻子粗短。
紅吼猴的顎骨很大。枕骨大孔位於很後的位置，為顎骨及舌骨留有位置。牠們的中耳有很大的骨罩，這與其他新世界猴不同。
紅吼猴是樹棲的，喜歡在日間活動，很多時間會留在林冠。牠們喜歡四肢行走，很少會跳躍。牠們的尾巴可以提供額外的支撐。牠們的第二及第三指隔得很開，適合抓住樹木。

## 社交
紅吼猴會以3-9隻的小群生活。牠們是一夫多妻制的。當中有一隻雄性領袖，負責帶領成員尋找食物及保衛牠們。群落內的雌猴會照顧幼猴。牠們在日間很活躍，尤其在尋找另一覓食地方時。雄猴會在黎明時份吼叫，讓人知道牠們的存在，在遠至5公里以外的地方也可聽見。這樣可以避免群落之間的爭鬥，減少因打鬥而消耗能量。由於牠們的食性是低糖的，故保存能量對於牠們十分重要。吼叫也可以幫助群落的分佈，從而減少競爭。

## 食性及齒式
紅吼猴主要吃葉子的，但也會吃堅果、細小的動物、果實、種子及花朵。這些食物可以供應足夠生長及活動的糖份。葉子是重要的食糧，牠們不能不吃葉子多於一星期。牠們的齒式可以咬開葉子：窄的門齒可以幫助吞下葉子，臼齒可以幫助咀嚼食物。牠們胃部的構造也很複雜，後腸及腸也會幫助消化。後腸中有消化葉子的細菌，其體積就佔了紅吼猴的三分之一。
紅吼猴像其他新世界猴般上下顎各有2隻門齒、1隻犬齒、3隻前臼齒及3隻臼齒。

## 繁殖
由於性別比的嚴重失衡，雄猴之間會有激烈的競爭。雌猴會伸舌頭來吸引雄猴交配。若雄猴沒有反應，雌猴就會尋找其他雄猴。平均的妊娠期為190日。幼猴會留在母猴身邊18-24個月。當雄猴達至性成熟時，就會被排擠出群落。雄猴必須入侵其他群落：殺死雄猴領袖及其幼猴，目的是要消除所有潛在的競爭。雄性入侵後幼猴的生存率少於25%。

## 亞種
傳統上紅吼猴有3個亞種：
- Alouatta seniculus seniculus
- Alouatta seniculus arctoidea
- Alouatta seniculus juara

## 外部連結
- Primate Info Net （页面存档备份，存于）